# Francisco Javier Lizasoain Muguiro
Francisco Javier Lizasoain Muguiro (31 d'agost de 1907, Sant Sebastià, Guipúscoa, - 20 de juliol de 1936, Port de Sóller, Mallorca) fou un militar espanyol de l'arma de Cavalleria que, essent tinent, formà part del grup de militars anomenats Jinetes de Alcalá i que s'avalotà contra el govern de la Segona República Espanyola el 1936 a Mallorca.
Lizasoain era el major dels tretze fills de Manuel Lizasoain Minondo, enginyer forestal, i de Milagro de Muguiro y Muguiro. El seu germà Manuel també era tinent de Cavalleria i fou igualment confinant amb ell.

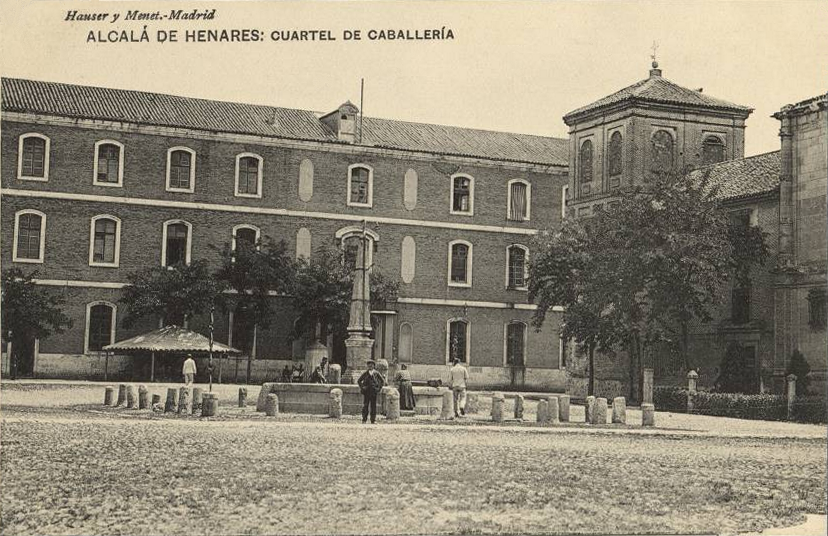
Quarter de Cavalleria del Príncep, dit de san Diego, a Alcalà de Henares, cap el 1912

El 1930 assolí el grau de tinent. El maig del 1932 es casà a Màlaga amb María Josefa Sasera Cabeza de Vaca, marquesa de Constancia Real (1912-2006). Tengueren una filla, Pilar Lizasoain Sasera Muguiro Cabeza de Vaca, marquesa de Constancia Real (1933-2017); i un fill, el magistrat José Manuel Lizasoain Sasera (1935-). El 1931 fou destinat al Regiment de Caçadors de Castillejos, núm. 1, i el 1934 fou destinat al Regiment de Caçadors de Villarrobledo, núm. 3.
Formà part dels anomenats Jinetes de Alcalá, un grup de militars de l'arma de Cavalleria adscrits als Regiments de Caçadors de Calatrava, núm. 2, i de Villarrobledo, núm. 3, destinats a Alcalá de Henares, que a finals de juny de 1936 foren confinats al castell de Sant Carles de Palma, Mallorca. El Govern de la Segona República aprofità uns greus incidents entre soldats i membres de partits d'esquerra per fer neteja de conspiradors d'ambdós regiments. Al castell de Sant Carles conegueren al cap de la Falange Española a Mallorca, Alfonso de Zayas, que també estava empresonat i que els posà amb contacte amb els militars que s'havien d'aixecar contra la República. Quan es produí el pronunciament militar del 18 de juliol de 1936, aquests militars es posaren a les ordres dels avalotats.

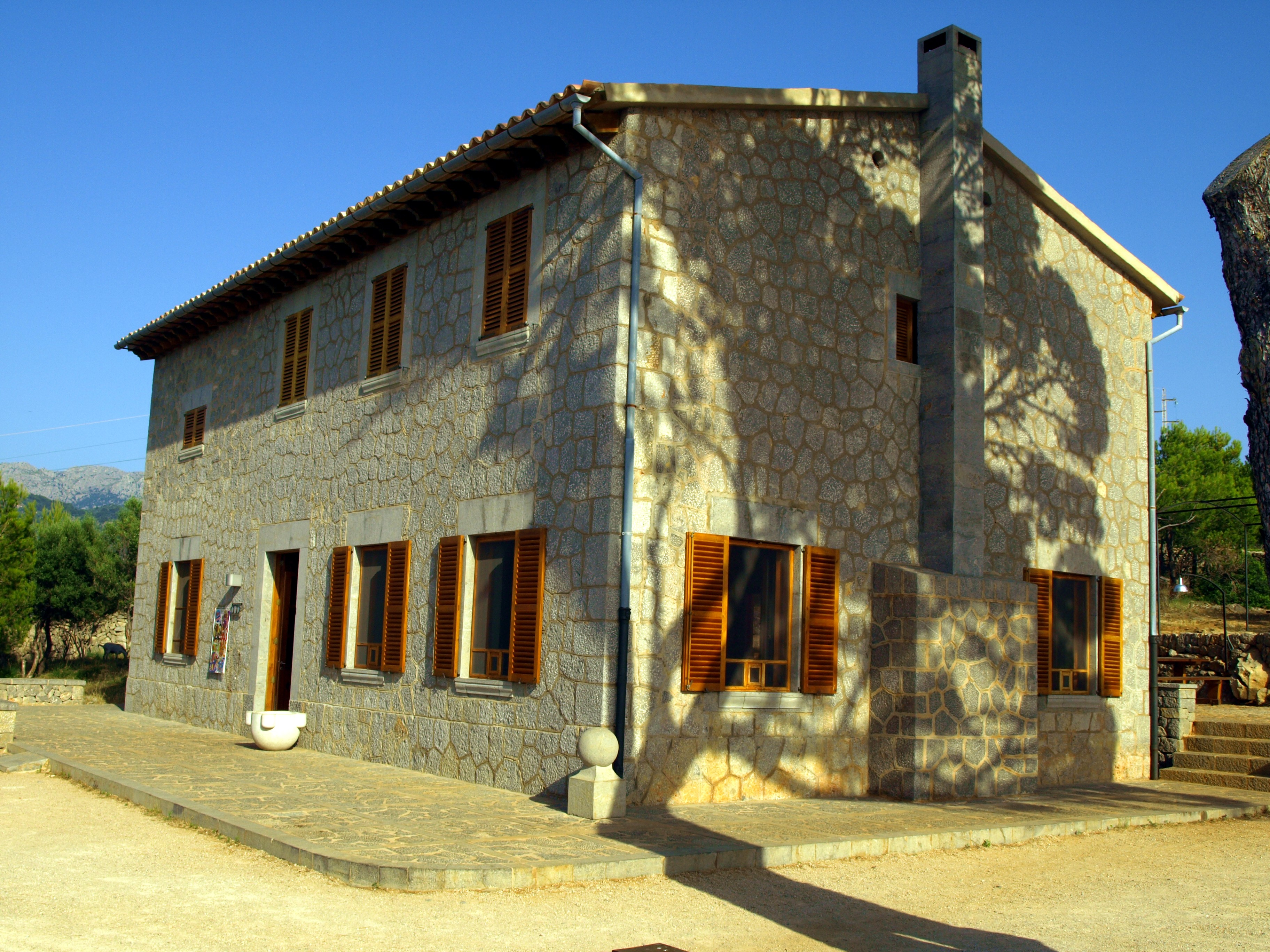
Refugi de Muleta, antiga estació de radiotelegrafia del Port de Sóller

El 19 de juliol formà part, juntament amb el tinent Vicente Menéndez Zapico i el capità Bartomeu Ramonell, de l'escamot que ocupà la seu del Govern Civil, pistola en mà, fent presoner el Governador Civil Antonio Espina. També participà en l'ocupació a l'estació de radiotelegrafia del Port de Sóller el 20 de juliol, juntament amb els tinents Vicente Menéndez Zapico, Manuel Isasa Navarro i el seu germà Manuel Lizasoain Muguiro (tots dels Jinetes d'Alcalá); i els capitans Manuel Rubio Moscoso (dels Jinetes d'Alcalá), Manuel Zayas i Bartomeu Ramonell. En una confusió entre carrabiners avalotats i militars avalotats, al camí del far del Cap Gros dins la possessió de Muleta, Lizasoain fou ferit per un tret d'un carrabiner i morí al mateix lloc.